# 中西香爾
中西 香爾（なかにし こうじ、1925年5月11日 - 2019年3月28日）は、香港生まれの日本の化学者。コロンビア大学名誉教授。名古屋大学特別教授。初代サントリー生物有機科学研究所所長。位階は従三位。文化勲章受章。
有機化学の分野、特に生物活性天然有機化合物の分野で高い評価を受けており、円偏光二色性、核オーバーハウザー効果などを構造決定の技術として導入した業績は名高い。イチョウから得られる化合物ギンコライド類やスズメバチの毒成分であるフィラントトキシンの研究などがよく知られている。趣味はマジック。

## 略歴
- 1944年 旧制甲南高等学校（甲南大学の前身）の理科を卒業。
- 1947年 名古屋大学理学部卒業[4]。天然物化学の権威である平田義正の薫陶を受ける。
- 1950年 ハーバード大学に留学[4]。
- 1955年より名古屋大学助教授、東京教育大学教授、東北大学教授を務めた後、1969年からアメリカコロンビア大学教授[4]。
- 1978年 食品化学研究所所長[6]。
- 1979年 サントリー生物有機科学研究所所長[6]。

## 受賞
- 1967年 朝日賞
- 1978年 アーネスト・ガンサー賞、センテナリー賞
- 1981年 レムセン賞
- 1986年 パウル・カラー・ゴールドメダル
- 1990年 日本学士院賞・恩賜賞、アーサー・C・コープ賞
- 1992年 シェーレ賞、ウィリアム・H・ニコルズ賞
- 1994年 米国科学アカデミー賞化学部門
- 1995年 キラリティーメダル（イタリア化学会）
- 1996年 ウェルチ化学賞
- 2003年 キング・ファイサル国際賞
- 2004年 テトラヘドロン賞
- 2005年 名古屋メダル（MSD生命科学財団）[7]

他に全米科学アカデミー化学賞など。

## 栄典
- 1999年 文化功労者[4]
- 2007年 文化勲章[4]
- 2019年 従三位（没後追叙）[8]